# Barisal (provins)

Provinsen Barisals läge i Bangladesh

Barisal är en provins i södra Bangladesh. Den är belägen vid Gangesdeltat och har ungefär 8,5 miljoner invånare (2001) på en yta av 13 644,85 km². Administrativ huvudort är Barisal. Andra större städer är Patuakhali och Pirojpur.

## Administrativ indelning
Provinsen är indelad i 6 distrikt (zila), som vidare är indelade i mindre administrativa enheter som kallas thana och upazila.
Distrikt
- Barguna, Barisal, Bhola, Jhalakati, Patuakhali, Pirojpur